# François Seigneur
Pour les articles homonymes, voir Seigneur (homonymie).
François Seigneur, né le 13 avril 1942 à Rémalard (Orne) et mort le 9 octobre 2019 à Saint-Grégoire, (Ille-et-Vilaine), est un architecte français, scénographe et plasticien.

## Biographie
- 1967-69          Dessinateur chez Claude Parent
- 1969-72          Agence Jean Nouvel / François Seigneur
- 1972-74          Agence Jean-François Guyot, Gilbert Lézénès, Jean Nouvel, François Seigneur
- 1975-92          Auto-construction, fromages, illustrations, scénographies, peinture, 1%
- 1993-96          Architecte conseil (Commission nationale des centres culturels de rencontres)
- 1992-2005      Atelier François Seigneur / Sylvie de la Dure, Paris, Arles
- 2005               Architecte conseil de la commune de Port Saint-Louis sur Rhône (Bouches-du-Rhône)
- 2005               Création d’Architectonomes, association Loi 1901
- 2004-10          Professeur d’art à l’ENSAB, Rennes (Ille-et-Vilaine)

Diplômé de l’école Boulle (Paris) en 1961 et de l’ENSAD (Paris) en 1964. Architecte DPLG en 1992 (article 10.2).  
François Seigneur vit et travaille en Bretagne à la suite de sa nomination comme professeur à l’École nationale supérieure d'architecture de Bretagne à Rennes.
Intéressé par le nouvellement des technologies, de l’esthétique et les questions d’économie d’énergie, François Seigneur a toujours accordé une grande place à la recherche et à l’expérimentation. 
De 2005 a sa mort en 2019, il s’y consacre au sein d’Architectonomes, association dévolue à la recherche sur l’habitat écologique de demain. Il donne également à ses recherches une dimension sociale en s’interrogeant sur les logements d’urgence pour les démunis (1993) ou encore sur le bien-être des enfants en milieu hospitalier (La maison de mon Doudou, 2003-2008).
Diplômé de l’École Boulle en 1961 et de l’École nationale supérieure des arts décoratifs en 1964, François Seigneur suit un parcours atypique à la frontière entre art et architecture. D’abord ébéniste, il s’initie à l’architecture comme dessinateur dans l’agence de Claude Parent où il rencontre Jean Nouvel avec qui il s’associe entre 1970 et 1974.
Dans les années 1980, son nom est associé à des projets importants comme le réaménagement de la Régie Renault (1982) ou la réhabilitation du Théâtre national de Belfort (1983). 
Il remporte un succès international en 1992 en réalisant le Pavillon de la France pour l’exposition universelle de Séville. La même année, il crée l’agence « François Seigneur et Sylvie de la Dure » et réalise de nombreux projets d’envergure. Les principaux thèmes qu’il investit sont la monochromie, explorant l’idée d’une absence en architecture, le désordre, introduisant une nouvelle esthétique dans l’ordre architectural, et le rapport au temps dans l’art et l’architecture.
Il meurt le 9 octobre 2019.

## Réalisations

### Principales réalisations architecturales
- 2001-2005       Mémorial de l’Alsace-Lorraine, Schirmeck (Bas-Rhin).
- 1999-2005       60 logements, Port Saint-Louis du Rhône (Bouches-du-Rhône).
- 1996-2005       Musée du Chemin de Fer, rénovation et extension, Mulhouse (Haut-Rhin).
- 1997-1999       L’Escale Atlantique, base sous-marine de Saint-Nazaire (Loire-Atlantique). Avec François Confino.
- 1996-2000       Tunnel du Somport, Pau (Pyrénées-Atlantiques).
- 1995-1997       Mise en lumière de la place de la Préfecture, Marseille (Bouches-du-Rhône).
- 1989-1992       Pavillon de la France, exposition universelle de Séville. Avec Viguier & Jodry.

### Autres
- 2013  Aménagement du Théâtre Le Hall de la chanson (Centre national du patrimoine de la Chanson, des Variétés et des Musiques actuelles), parc de la Villette, Paris 19e.
- 2004  Caves de Romanin, Saint-Rémy de Provence. Livraison en 2005.
- Régie, théâtre antique, Arles. Livraison en 2008. Réalisation Fluor Architecture.
- Maison individuelle. Livraison en 2008. Réalisation Fluor architecture.
- Extension d’un moulin à huile, Mas des Oliviers, Meynes (Gard).
- Aménagement urbain, carrefour Hipollyte, Pau. Avec François Morellet, artiste.
- 2002  Médiapôle Saint-Césaire, Arles. Concours, projet lauréat, sans suite.
- 2001  Espace de restitution, Grotte de Chauvet (Ardèche). Concours, projet lauréat, sans suite.
- 1996  Aménagement des bureaux du Lieu Unique, Nantes. Avec J-F. Revert, architecte.
- 1994  Aménagement public, Chauffailles. Concours, projet lauréat, livraison en 1997.
- 1990  Aménagement de bureaux pour la société CXP, Paris 9e. Livraison en 1990.
- 1981 Péniche Club, Régie Renault. Concours avec Jean Nouvel, Gilbert Lézénès, livraison en 1982.
- 1980 Chaîne Chicken Shop (douze magasins réalisés entre 1980 et 1983).
- Brico Gem, Tinqueux (Marne). Livraison en 1983.

- 1979 Cafétéria GEM, Tinqueux, Claude Parent architecte.
- 1972 1er concours PAN avec Jean Nouvel, projet lauréat.
- Agence de voyage CGTT, Paris 9e. Avec Jean Nouvel, livraison en 1972.
- École maternelle, Trélissac. Avec Jean Nouvel et Gilbert Lézénès, livraison en 1974.
- 1971 Bureau d’accueil d’une imprimerie, Paris 6e. Avec Jean Nouvel, livraison en 1972.
- Théâtre de la Tempête, Cartoucherie de Vincennes. Avec Jean Nouvel, livraison en 73.
- 1970 Maison Delbigot, Villeneuve-sur-Lot. Avec Jean Nouvel et Roland Baltéra, livraison en 1973.
- Maison Delanghe (Périgord). Avec Jean Nouvel et Gilbert Lézénès, livraison en 1974.

- 1969 Supermarchés, Tinqueux, Sens, Epernay et Ris-Orangis. Livraison en 1971.
- Cafétéria-bowling, Gem, Tinqueux (Marne). Livraison en 1969.

## Scénographies
- 2011  Installation lumière « La scène est un tigre », théâtre des Apparences, Josselin.
- 2002 Scénographie de l’exposition « Déchets », musée des Sciences et Techniques, Grand Palais, Paris.
- 2001 Théâtre ambulant dans un autobus, « le hall de la chanson », Marseille.
- Muséographie du musée du Chemin de Fer, Mulhouse.
- 2000 Scénographie de 4 nuits musicales, Hanovre, exposition universelle.
- 1999 Scénographie de l’exposition « La résistance juive », musée des Armées, Bruxelles. Com. M. Meyer.
- Scénographie de l’exposition « Marseille sur scène », hall de la Chanson, La Villette.
- 1998  Scénographie pour le 50e anniversaire de la société CLM/BBDO, Issy-les-Moulineaux.
- 1997  Scénographie de l’exposition « Heavenly Horses », Hermès. Hong-Kong (1997) et Pékin (1998).
- Scénographie de l’exposition « Marseille sur scène », hall de la Chanson, cité de la Musique, Paris 19e.
- Scénographie des expositions « Export » et « Inventaire », Ifa, Paris 6e.
- 1995  Festival Les nuits de Fourvière, conception d’un fond de scène, théâtres romains de Fourvière, Lyon.
- Scénographie de l’exposition « Les écoles du Val-d’Oise », abbaye de Maubuisson (Val-d’Oise).
- Scénographie de l’exposition « Aperçu après impression », exposition, Ifa, Paris 6e.
- 1994  « Le songe d’une nuit d’été », décor, théâtre de la Pleine lune, Cévennes (Hérault).
- 1993  Scénographie de l’exposition « L’athlète dans les étoiles », Grande Halle de La Villette, Paris 19e.
- Scénographie de l’exposition “Design, miroir du siècle”, Grand Palais, Paris 8e.
- 1992 Scénographie de l’exposition « Pavillon de la France, exposition universelle de Séville », Ifa, Paris 6e.
- « État des lieux », mise en scène du projet de F. Hammoutène, musée de la Photo, palais de Tokyo.
- 1991  Scénographie de l’exposition « François Deslaugiers », Ifa, Paris 6e.
- Scénographie de l’exposition « Un continent inconnu », IMA, Paris 5e.
- 1990  Scénographie des expositions « Quai Branly » et « Ricardo Porro », Ifa, Paris 6e.
- 1989  Scénographie et graphisme de l’exposition « Temps sauvage et incertain », Ifa, Paris 6e.
- 1971  Scénographie de la 7e Biennale de Paris, Parc floral, Vincennes. Avec Jean Nouvel.

## Travaux, expositions, installations d’artiste
- 2018 « Partitions graphiques », Nuit Blanche, Traces Habiles, Galerie d’Architecture, Paris 4e.
- 2017 « 2000 ex-voto », chapelle de Saint-Antoine, Lanrivain (Côtes-d'Armor).
- 2012 « Le Trait d’génie », communes de Saint-Gouëno et Plessala (Côtes-d'Armor). Tronçon n°1.

- Installation « Cadrage », Île de Baure-La Ménitrée. Artiste invité, ARC, école des beaux-arts d’Angers.
- 1% artistique, La mie de pain, A. Robain et C. Guyeisse, architectes. Livraison en 2013.
- Exposition personnelle, « Vanités », galerie Six Elzévir, Par is 4e.

- 2010  Performance « Une minute de poésie », La Criée, centre d’art contemporain, Rennes.
- « Le trait d’génie 2 », installation éphémère, Saint-Gouëno.
- 2009   Exposition personnelle « Heureusement qu’on a la publicité », La Criée, Rennes.
- « Ballet des encombrants », performance collective, dans le cadre de l’ENSAB, Rennes.
- 2008   « Le Trait d’génie », Les Nouveaux commanditaires, communes de Saint-Gouëno et Plessala (Côtes-d'Armor).
- 2006   Exposition « La maison de doudou », La Plateforme, Hédé et LU, Nantes.
- 2005   Installation « Orange », dans le cadre de l’ENSAB, Rennes.
- « Culture de bas-côtés. Ronchonneries », La Plateforme, Hédé. Lecture à 6 voix, vidéoperformance.
- « Lancer de Macro monochrome n° 04567 / Métamorphosis two », La Plateforme, Hédé. Performance.
- 2003  Installation artistique « Ordre / désordre 1 », la Plateforme, Hédé (Ille-et-Vilaine).
- Installation artistique « Ordre / désordre 2 », château du Pin, Ardèche.
- « La culture ne sert à rien », lecture à 6 voix, centre culturel du Pin galant, Mérignac.
- Exposition « Autologements », Caue 92, Nanterre.
- 2001  Exposition personnelle « Art / Architecture », Villa Noailles, Hyères.
- Exposition personnelle, chapelle du Méjan, Arles.
- Exposition personnelle « Double macro monochrome gris », villa Noailles, Hyères.

- 1999   « Lumière blanche », installation, école d’architecture de Nantes. Avec le collectif Blockaus.

- Exposition « Pour ne pas mourir, je ne finirais jamais ma maison, pourquoi finir celle des autres ? » François Seigneur », Ifa, Paris 6e.

- 1996   1% artistique, extension du CAOM, Aix-en-Provence. A. Robain et T. Lacoste arch. Livraison en 1999.
- Exposition personnelle « L’exposition et son duplicata », galerie Isabelle Bongard, Paris.
- Le bonheur absolu, Sacs de voyages.
- 1995  1% artistique, réserves du CNAM, Saint-Denis, François Deslaugiers architecte. Livraison en 1997.
- 1% artistique, trésorerie principale, Marne-la-Vallée, Régembal & Constantini architectes. Étude.
- 1% artistique, école Louis-Lumière, C. Hauvette architecte, Marne-la-Vallée. Étude.
- 1994  1% artistique, lycée polyvalent, Brunet & Saunier architectes, Rosay-en-Brie. Livraison en 1993.
- Exposition personnelle « Monochrome gris dispersé », galerie de l’école des beaux-arts, Angers.
- 1993   Sculpture incluse n°1. Restaurant de Pierre Gagnaire, Saint-Étienne. Livraison 1994.
- 1% artistique, lycée polyvalent, Brunet & Saunier architectes, Rosay-en-Brie. Livraison en 1993.
- 1992   Macro monochromes CMJN, QMF, A5/A5, Travaux d’approche.
- 1991   1% artistique, école des Cévennes, Patrice Mottini architecte, Paris. Livraison en 1993.
- 1990   Peintures absentes.
- 1989   Exposition collective « Repère fondation », Urban galery, Paris.
- Fontana, Peintures sur affiches, Renoir, Alberola.
- 1988  Six ordinateurs et une télévision, installation, Unifox, Paris. Avec Philippe Boisselier.
- Photocopie N&B, Bougées, ZIP, Soies frottées, La femme au bain.
- Carrefour Berthole, Alès (Gard). Avec Marcel Robelin.
- 1987  Intervention artistique, Nemausus 1 (Jean Nouvel, Jean-Marc Ibos architectes), Nîmes.
- Bonnard, Picasso, Manet, Sachets, Sur texte IFA, Papillons.
- Exposition collective « Masque d’Artistes ». Cannes.
- Le gourd de fer, peinture sur rocher, Canduron (Gard).

- 1986  Peinture sur herbe. Exposition collective « Plages », Parc de Saint-Cloud.
- Intervention graphique dans le journal d’artiste Plages, n° 27, 29, 33, 36.
- 1985  1 000 monochromes jetés au vent. Performance, Saint-Germain en Laye.
- Déchirés, Décalques, Soies noires, 85 sur 84, Archéologie, Autoportraits.
- 1984  Participation au 35e Salon de la Jeune peinture.
- Intervention artistique, théâtre de Belfort (Jean Nouvel architecte).
- Picasso, c’est beau, Textures.
- 1983  Parthénon, Partitions de peinture.
- 1982  Écris-moi, Papier peint.
- 1981  Sur-écritures, Soies brûlées.
- 1979  Fenêtres.
- 1976  Papiers de soie, livre Papier de soie, Passage 10 images, Cicatrice 10 images, Temps 1, 2, 3, 4.
- 1975  Souvenirs, Éloignements, Déchirures.
- 1974  Perception, Points, Passages, Carnets, Rien.

## Ouvrages et textes publiés
- Fragment de monographie provisoire n°2, François Seigneur, auto édition, 2012.
- « Affinités », entretien avec A. Beckmann in Architecture d’Aujourd’hui n° 375, 2009.
- « Le temps au bout des doigts » in Monika Brugger, Heimat, Stuttgart, Arnoldsche Art Pulishers, 2009
- Petites machines à images. Photographies L. Millet, textes F. Seigneur, éd. Filigranes, 2008.
- De l’écriture à l’architecture. Éditions Monographik, 2007.
- « Les beaux jours sont pour demain » in catalogue de l’exposition Avant Après. Coédition Actes Sud, Cité de l’architecture & du patrimoine, 2007.
- « Lettre à mon père » in Claude Parent vu par, éditions Le Moniteur, 2006.
- La Maison de mon doudou, éditions Cité de l’architecture & du patrimoine, 2005.
- « Architecture et photographie » in La photographie en vecteur, éditions Ligea, 2004.
- Ronchonneries 1. Ordre et désordre en architecture, éditions du Pin, 2004.
- Culture des bas-côtés, auto édition, 2003.
- La méthode. Photographies L. Millet, textes F. Seigneur, Filigranes éditions, 2003.
- Aux bords de la fin. Photos A. Mérian, texte F. Seigneur, éd. Images en Manœuvres, 2002.
- « Pour ne pas mourir » in Une aventure moderne, éditions Flamarion, villa Noailles, 2001.
- « La poésie c’est dur à chauffer » in Parpaing, juin 1999.
- François Seigneur - Sans titre, catalogue de l’exposition Pour ne pas mourir,…, dir. Patrice Goulet, éditions Institut français d’architecture, 1999.
- « Travées » in Monuments historiques et architecture contemporaine, juin 1997.
- « Le ciel officiel » in Où commence le ciel, dir. Corinne Mercadier, Filigranes éditions, 1996.
- « Esthétiques faibles et rattachées » in Architecture Principe, éditions de l’imprimeur, 1996.

## Publications dans la presse spécialisée

### Architecture
- no 14, 1991, Seigneur, le créateur d’image
- no 59, 1995, Marseille, côtés Cannes
- no 74, 1997, Saint-Nazaire : un catalan sur la base allemande
- no 83, 1998, L2, A14, les délaissés en folie
- no 91, 1999, François Seigneur : vers une non-architecture

### Techniques & Architecture
- no 399, 1991, Art / Architecture

### Architecture intérieure - Créé
- no 249, 1992, News Culture

### Architecture d’aujourd’hui
- no 204, 1979
- no 375, 2009

## Conférences filmées
- Captation de la conférence prononcée le 29 mai 1999, Entretien de Chaillot, Institut français d'architecture [5]
- Captation de la conférence prononcée le 7 mars 2017, Ensa de Limoges[6]
- Chronique de ma vie sans carbone 4 : c'est une maison bio, LibéLabo.fr[7]
- Captation de la conférence prononcée le 19 novembre 2008, Ensa de Bretagne, Rennes[8]

## Articles Connexes
- Pavillon de la France à l'exposition universelle de 1992